# Google Toolbar
O Google Toolbar é uma ferramenta adicional atualmente disponível somente para Internet Explorer. Ela permite um acesso rápido as principais funções e sites do Google.
Dentre as funções encontradas, há a busca com um registro local das palavras buscadas, além de permitir a seleção de tipo de dados a serem procurados, assim como na página principal do Google. Acesso ao Page Rank da página e opção para votar ou não em um site, além de muitas outras opções disponíveis.
Uma das funcionalidades mais inovadoras do Google Toolbar é a capacidade do usuário salvar seus favoritos em sua conta e acessá-los em qualquer navegador que possua o Google Toolbar em qualquer computador do mundo. O que ocorre é que os favoritos ficam salvos em uma espécie de 'nuvem'.

## Recursos

### Caixa de Pesquisa
A caixa de pesquisa oferece sugestões de pesquisa úteis à medida que se digita. Embora a maioria das sugestões seja de pesquisas populares do Google, também aparecerão algumas sugestões dos favoritos do Google e do histórico de pesquisas realizados anteriormente. Com a Google Toolbar é possível ficar sabendo se digitou uma palavra incorretamente e receberá uma sugestão de ortografia automaticamente.

### Botões Personalizados
Neste recurso é possível adicionar botões personalizados para acessar ou pesquisar sites favoritos a partir da Google Toolbar. O usuário pode adicionar botões criados por outros usuários ou a partir da Galeria de botões ou pode fazer o seu próprio botão usando a o tutorial explicativo API da Google Toolbar (apenas em inglês).

### Compartilhador
O Compartilhador ajuda pessoas a compartilhar qualquer página da web com os seus amigos, apenas acessando sua conta do Google.

### Google Sidewiki
O Google Sidewiki é uma barra lateral do navegador que permite que usuários contribuam e leiam informações úteis em qualquer página da web.

### Favoritos
Em vez de lembrar os endereços de todos os sites favoritos, utilize este recurso para criar favoritos pela Google Toolbar. Tais favoritos são salvos na conta do Google correspondende ao usuário e podem ser acessados de qualquer computador por meio do menu favoritos da Google Toolbar, da página inicial dos Favoritos do Google ou da página inicial do iGoogle.

### Tradutor
Veja traduções instantâneas para palavras individuais passando o cursor sobre uma palavra em inglês ou traduza "automaticamente" sites inteiros, de forma dinâmica, para mais de 40 idiomas disponíveis.

### Autopreencher
Recurso que cria um perfil para preencher formulários com um único clique ou crie diversos perfis para as suas informações residenciais ou profissionais. (Necessário a intervenção do usuário)

### Geolocalização
O recurso Meu local fornece resultados de pesquisa de local mais precisos no Google quando as informações estiverem disponíveis. Ele também oferece a API de Geolocalização W3C  para sites de terceiros (mas precisando da permissão do usuário).

### Opções Google Toolbar
Personalize a Google Toolbar clicando no ícone de chave inglesa para abrir a janela Opções. Nela é possível remover os rótulos de texto dos botões, ativar ou desativar os recursos da Barra de Ferramentas e muito mais. Ao terminar os ajustes é necessário salvar as configurações realizadas.

### Sincronizar
Clicando no botão sincronizar é possível fazer login em uma conta do Google e obter acesso a recursos como os favoritos. Ao fazer login também salvará as configurações da Barra de Ferramentas Google do usuários na conta do Google cadastrada, sincronizando as configurações nos computadores que o usuário utilizar.

## Versão para Firefox
Recentemente, o Google, através de seu Google Labs, lançou uma versão 7.1 da sua Google Toolbar para o Mozilla Firefox, que inclui ainda mais recursos do que as versões padrão da toolbar disponíveis atualmente. Embora os navegadores como Firefox, Opera ou Netscape e atualmente o Internet Explorer 8 já tragam a busca pelo Google integrada, o uso da toolbar ainda é recomendado para quem quer mais funcionalidade nas buscas realizadas.
Uma versão do Mozilla Firefox disponível no Google Pack já vem com o Google Toolbar instalada automaticamente.
Na versão do Firefox 24.0 resolveram acabar de vez com o uso da barra de ferramenta fazendo ela começar a gerar problemas de abertura de abas que até agora (30/09/2013) só é resolvida retirando ele